# Leninisme
Leninisme er en betegnelse for den socialistiske/kommunistiske retning, som Lenin beskrev i sine værker. De værker, som oftest fremhæves, er Hvad bør der gøres? (1902) og Staten og revolutionen (1917) Lenin fremsatte her en særlig fortolkning af marxismen, hvor Karl Marxs politisk/økonomiske teorier var tilpasset til det økonomisk underudviklede Rusland. Lenins skrifter blev af Stalin ophøjet til den officielle ideologi i Sovjetunionen. Leninismens konkrete udførelse blev udviklet og afgrænset gennem de politiske kampe, som kendetegnede Rusland og Sovjetunionen i tiden fra 1895 til Lenins død i 1924.
De vigtigste temaer i leninismen er partiteorien, revolutionsteorien, statsteorien og teorien om imperialismen som kapitalismens højeste stadie.